# SAMO
Pour les articles homonymes, voir Samo.
SAMO, pour « SAMe Old shit » est la signature utilisée par Jean-Michel Basquiat et Al Diaz pour leurs graffitis sur les murs de la ville de New York entre 1977 et 1980.
La signature accompagnait de courtes phrases, tantôt provocatrices, tantôt poétiques, sarcastiques ou ironiques, écrites en lettres majuscules, généralement taguées dans les rues du sud de Manhattan.

## Liste des graffitis de SAMO (non exhaustive)
- Armchair Rebel / Makes The Scene/ … / SAMO[2]...
- Artrape / Art / Corps / ™
- "Great Black" Men. CXXXIV
- Hyper·Cool / SAMO In / The Morning / Hyper·Cool / Poon·Tang / At Night.../  Hyper·Cool / Oh Yeah / Oh Yeah //  Hyper·Cool / Polyester / Under·Wear / Hyper·Cool / Combat / Boot... / The Gonzoids / Are Rockin'... / In Leisure / Suits...
- Hypercool / Whorin' Ourselves For Uncle Sam / Hypercool / A Statistic Or A Number / Hypercool / My Head's In a Jam
- In This Poly- / -Urethane / Existence... / SAMO...
- Life Is / Confusing At / This Point / -SAMO
- MicrowaveI & Video X-Sistance / "Big-Mac" Certificate" / For X-Mas… / SAMO...
- My Mouth / There Fore An Error
- Pay For Soup / Build A Fort / Set That On Fire
- (SAMO) A Pin Drops / Like A Pungent Odor...
- SAMO... / Another Day... / Another Dime... / Hyoer Cool... / Another Way 2 / Kill Some Time...
- SAMO... / Anti- / Art ! / # ....
- SAMO... As A Conglomerate / Of Dormant-Genious...
- SAMO As A Neo Art Form
- SAMO... / As A Realization / Process...
- SAMO... As A Result Of Over Exposure...
- SAMO As An / Alternative 2 / "Playing Art" / With The "Radical ? / Chic" Sect On / Daddy"$ Funds... /4-U...
- SAMO As An Alternative To Alternative Education
- SAMO As An / Alternative / To Blah... / Blahblahblah / Blahzooey... /Bblahblah / Quasi-Blah- - - Etc...
- SAMO... / As An Alter- / Native To / Bullshit / Fake Hippy / Whack / Cheer...
- SAMO@ As An Alternative To Plastic Food Stands...
- SAMO... As An Alternative To / The "Meat Rack" Arteest On Display... / Come Home With Me To·Nite / & I'm A Divorcee Blues
- SAMO As An / End 2 / Amos' N Andy / 1984...
- SAMO As An End 2 / Confining Art / Terms...
- SAMO… As An End / 2 Nine-2-Five / Nonsense... / Wastin' Your Life / 2 Make Ends / Meet... To Go Home / At Night To Your / Color Tv...
- SAMO… / As An End 2 / Safety Pins / Ripped Jeans / & Other Hip Items... / - -Think
- SAMO As An / End 2 The / Neon Fantasy / Called "Life"...
- SAMO As / An End 2 / Vinyl / Punkery..
- SAMO... / As An End To / All This / Mediocre / Art...
- SAMO... As An End To Boosh-Wah...
- SAMO As An End To Mass Mindlessness... Think...S
- SAMO As An End To Mindash Religion Nowhere Politics And Bogus Philosophy[3]
- SAMO... / As an End / To Pin-Head / Excuses...S
- SAMO As An End To Playing Art
- SAMO... As An / End To Sexual / Mutants / & / Micro-Wave / Existance...
- SAMO... As An End / To The 9 To 5 "I Went  / College" "Not 2-Nite / Honey"... Bluz... Think...
- SAMO... / As An End / To The * / Police...
- SAMO As An End To This Crap... Soho Too !... Think
- SAMO... / As An Escape / Clause... / Think [3]
- SAMO As An Ex-Pression / Of Spiritual Love...
- SAMO ? Do I / Have 2 Spell It Out !!
- SAMO Does / Not Cause / Cancer / In Laboratory / Animals...
- SAMO... 4 The / Indirectly Involved / The Easily Convicted / & The Baffled...
- SAMO 4 The Rich Boy
- SAMO...4 - The Sedate...
- SAMO... 4 / The So- / Called / Avant-Garde
- SAMO... For The Pea-Brained Sect...
- SAMO / For The / Phony
- SAMO... / For The / Urban Red- / Neck...
- SAMO Is...
- SAMO Is All...
- SAMO Is Dead[4]
- SAMO... It's a Gonzo's World... Ain't It Sad ?
- SAMO ? It's a Movie !
- SAMO... / Just In / Case[3]...
- SAMO / Saves / Idiots / And / Gonzoids*… [3]
- The Whole Livery Line / Bow Like This With / The Big Money All / Crushed Into These Feet
- Which Of The Following Institutions Has The Most Political Influence ? / A. Television B. The Church / C. SAMO D. McDonalds
- Which Of The Follow / Ing Is Omnipresent ?  [X] Lee Harvey Oswald / [ ] Coca-Cola Logo / [ ] General Melonry / [ ] SAMO…